# 필로퀴논
필로퀴논(영어: phylloquinone)은 다환방향족 케톤이다. 비타민 K1이라고도 불린다.
지용성 비타민으로 공기 및 수분에는 비교적 안정하지만, 햇빛에는 분해된다. 자연적으로 녹색 식물, 특히 잎에 존재하는데 광계의 전자 전달계의 일부를 형성하는 전자 수용체와 같은 역할을 하기 때문이다.
세계보건기구의 필수 의약품에 속해 있으며, 기본 의료 체계에 필요한 가장 중요한 의약품에 속해 있다.

## 용어
필로퀴논은 비타민 K나 피토메나디온, 피토나디온으로도 불린다. 천연 필로퀴논과 합성 필로퀴논으로 나뉘기도 한다.
필로퀴논의 입체 이성질체는 비타민 K1이라고 불린다.

## 생화학
필로퀴논은 광합성을 하는 동안 광화학계 I에서 전자 전달체 역할을 하다.
동물에서 가장 잘 알려진 기능은 간에서 응고 인자 II (프로트롬빈), VII, IX 및 X의 형성 보조 인자이다. 또한 일반적으로 와파린 독성을 치료하는 데 사용되는 응고 인자 단백질C 및 S의 형성에 필요하고, 쿠마테트라릴에 대한 해독제로 필요하기도 한다.
비타민K는 뼈를 형성하는 데 필요하다.

## 같이 보기
- 비타민 K